# Dolophilodes andora
Dolophilodes andora là một loài Trichoptera trong họ Philopotamidae. Chúng phân bố ở miền Tân bắc.